# Booton (Norfolk)
Pour les articles homonymes, voir Booton.
Booton est une paroisse civile et un village du Norfolk, en Angleterre.